# Wright Cyclone
Wright Cyclone foi a família de motores radiais refrigerados a ar projetados pela Wright Aeronautical e utilizados em inúmeras aeronaves americanas da década de 1930 e 1940.

## História
A Wright Aeronautical foi formada em 1919, inicialmente para produzir os motores Hispano-Suiza 8 sob licença. O primeiro projeto original da empresa, R1, foi também o primeiro motor radial de alta potência bem sucedido dos Estados Unidos. Financiado por contratos da Marinha dos Estados Unidos para novos motores radiais refrigerados a ar, a Wright iniciou um novo projeto (inicialmente denominado P2) em 1924. A saída de Frederick B. Rentschler para formar a Pratt & Whitney, junto com vários outros engenheiros chave, afetaram seriamente o desenvolvimento e o P2 não foi produzido.

## Família Cyclone

### R-1300 Cyclone 7
O R-1300 é basicamente um Wright R-2600 de linha única. O motor foi produzido em massa, mas não foi amplamente utilizado. Os projetos foram iniciados em 1942, mas o primeiro voo do R-1300 não aconteceu até 1949. O motor foi produzido sob licença por Kaiser-Frazer e mais tarde pela AVCO Lycoming.

### R-1750 Cyclone 9
Um novo projeto foi lançado em 1926, conhecido como R-1750 Cyclone. Este motor tinha nove cilindros com um deslocamento de 28,68 L e válvulas de exaustão refrigeradas internamente. Foi testado a 500 hp em 1927.

### R-1820 Cyclone 9
Em 1932, o R-1750 foi desenvolvido para uma capacidade 29,87 L. Este foi o Cyclone Série-F designado R-1820. Este motor introduziu um cárter de alumínio e foi desenvolvido durante a década de 1930 para atingir 890 hp. Utilizava um superalimentador da General Electric e a Wright concluiu que este dispositivo limitava o potencial de potência do motor. No próximo desenvolvimento, a Série-G de 1937, a Wright desenvolveu seu próprio superalimentador. A Série-G era capaz de fornecer 1200 hp a 2500 rpm e constituiu a maior parte da produção do R-1820 Cyclone durante a Segunda Guerra Mundial. Foi instalado no Boeing B-17 Flying Fortress. A fase de desenvolvimento final do projeto radial foi a Série-H, com 1350 hp. Uma versão licenciada foi produzida na União Soviética como Shvetsov M-25.

### R-2600 Cyclone 14 (Twin Cyclone)
A Wright se esforçou para desenvolver motores de duas linhas com 14 cilindros, 7 em cada linha, chamado de Cyclone 14, R-2600. Este motor foi instalado no Boeing 314, Grumman TBM/TBF Avenger, North American B-25 Mitchell e alguns modelos do Douglas A-20 Havoc (RAF Boston).

### R-3350 Cyclone 18 (Duplex Cyclone)
O penúltimo desenvolvimento da família Cyclone foi o motor de 18 cilindros R-3350, denominado Duplex Cyclone ou Cyclone 18. Dentre outras aplicações, foi utilizado no Boeing B-29 Superfortress, Douglas A-1 Skyraider, Lockheed P-2 Neptune, e Lockheed C-121 Constellation. Em aplicações comerciais, permaneceu em produção até 1957.

### R-4090 Cyclone 22
Um motor experimental com 22 cilidros em duas linhas foi criado para competir com os grandes motores radiais da Pratt & Whitney. Três protótipos foram construídos, mas o desenvolvimento foi abandonado para que os recursos fossem aplicados no programa de desenvolvimento do R-3350.